# Синдром верхней глазничной щели
Синдром верхней глазничной щели (также известный как Синдром Рошон-Дювиньо) — симптомокомплекс, возникающий вследствие поражения (воспалением или сдавлением) III (глазодвигательного), IV (блоковый), VI (отводящий) пар черепно-мозговых нервов, глазного нерва (1 ветви тройничного нерва), проходящих через одноимённую щель. Представляет собой сочетание полной офтальмоплегии с анестезией роговицы, верхнего века и гомолатеральной половины лба. В некоторых случаях — опущение (птоз) верхнего века, мидриаз, расширение вен сетчатки, небольшой экзофтальм, хемоз. Выраженность тех или иных признаков может быть различная, в зависимости от степени вовлечения соответствующего нервного ствола.
Первое упоминание о синдроме верхней глазничной щели относится к 1858 году, когда Хиршфельд описал пациента с ретробульбарными болями, парезом глазодвигательного нерва и нарушением тактильной чувствительности в зоне иннервации ветвей глазного нерва (1 ветви тройничного нерва), обусловленными посттравматической гематомой, расположенной вблизи верхней глазничной щели. В 1896 году французский офтальмолог Андре Рошон-Дювиньо сообщил о четырёх больных сифилитическим периоститом с аналогичной симптоматикой. Принятое в настоящее время определение синдрома верхней глазничной щели было дано голландским неврологом Йоханнесом Лакке в 1962 году, включающее офтальмоплегию, птоз, мидриаз, экзофтальм, нарушение тактильной чувствительности в зоне иннервации первой ветви тройничного нерва.
К основным причинам развития синдрома верхней глазничной щели относят черепно-мозговые травмы, гематому кавернозного синуса, сифилитический периостит, новообразования, аневризму кавернозного сегмента внутренней сонной артерии, кавернозную артериовенозную фистулу, воспаление (локальный пахименингит, арахноидит). В случаях исключения перечисленных причин принято говорить об идиопатическом процессе.